# Жидков Іван Олексійович
Жидков Іван Олексійович (рос. Жидков Иван Алексеевич, нар. 28 серпня 1983, Свердловськ, нині Єкатеринбург) — російський актор театру і кіно.

## Біографія
Іван Жидков народився у Свердловську (нині Єкатеринбург). У 2004 р. закінчив Школу-студію МХАТ (курс Є. Б. Каменьковіча).
З 2004 по 2007 рік був актором Театру-студії п/р Олега Табакова, де дебютував у ролі Петра в п'єсі Максима Горького «Останні», і МХТ імені А. П. Чехова — на цій сцені дебютною стала роль Дмитра у виставі «Ю» за п'єсою Ольги Мухіної.
Дружина — актриса Тетяна Арнтгольц.
15 вересня 2009 р. у Тетяни та Івана народилася дочка Марія. 2013 році розлучився.

## Визнання і нагороди
- Нагороджений медаллю Міністерства оборони Росії «За зміцнення бойової співдружності» за роль Кості Ветрова у фільмі «Грозові ворота»;
- Лауреат театрального фестивалю «Московські дебюти» за роль Миколки Турбіна в спектаклі МХТ імені А. П. Чехова «Біла гвардія» за п'єсою М. А. Булгакова;
- Приз за «Найкращу чоловічу роль другого плану» у фільмі «Нульовий кілометр» на XVI фестивалі акторів кіно «Сузір'я-2008» (Твер);
- Приз журі за «Найкращу чоловічу роль» у фільмі «Посмішка Бога, або Чисто одеська історія» на XV Російському кінофестивалі «Література і кіно» в Гатчині.

## Фільмографія
- 2003 — У сузір'ї Бика — Ігор Цвєтков
- 2004 — На Верхній Масловці
- 2004 — Фабрика мрій
- 2005 — Діти Ванюхина — Максим Ванюхин/Іван Клаус
- 2005 — Солдати, 4 і 5 — молодший сержант/рядовий Юрій Самсонов
- 2005 — Убойна сила 6: Мис доброї надії — Костя Черемикін
- 2005 — Неотложка 2 — скінхед Роммель (серія «Скіни»)
- 2005 — Пані Фортуна
- 2006 — Грозові ворота — Костянтин Вєтров
- 2006—2007 — Любов як любов — Леонід Лобов
- 2006 — Формула зеро — Денис
- 2006 — Людина безповоротна
- 2007 — Мережа — Анатолій «Ден» Денікін
- 2007 — Нульовий кілометр — Олег
- 2008 — Посмішка Бога, або Чисто одеська історія — Ален Ольшанський
- 2008 — Найкрасивіша 2 — Ілля
- 2009 — Іван Грозний — Федір Воронцов
- 2009 — Правила угону — Сергій Гуров
- 2010 — Повернення в «А» — Льоха
- 2010 — Нехай говорять — Міша
- 2009 — Чорна блискавка - Макс
- 2010 — Темний світ - Костя
- 2010 — Долі загадкове завтра — Іван Прокопець
- 2010 — Закоханий і беззбройний — Авдєєв
- 2011 — Нічна зміна — Микола
- 2011 — Нехай говорять — Міша
- 2011 — Зроблено в СРСР — Андрій Шишов
- 2011 — Зовнішнє спостереження
- 2011 — Слон
- 2011 — Дорога моя донечка — Володимир
- 2011 — Біла ворона — Митя
- 2012 — Гюльчатай — Павло
- 2012 — Подаруй мені неділю Андрій
- 2012 — Ластівчине гніздо — Слава
- 2013 — Чорна блискавка 2 — Макс
- 2013 — Васильки — Вася
- 2013 — Нічна фіалка — Саша
- 2017 — Я ніколи не плачу — Артем